# Amfilèstids
Els amfilèstids (Amphilestidae) són una família de mamífers que visqueren durant el Juràssic superior en allò que avui en dia és Anglaterra. Els dos gèneres que definitivament componen aquest grup han estat descoberts al comtat d'Oxfordshire, al sud del Regne Unit. Alguns científics també hi classifiquen alguns gèneres provinents d'altres parts del món, com per exemple Nord-amèrica.